# 科克 (喬治亞州)
科克（英語：Cork）是位於美國喬治亞州巴茨縣的一個非建制地區。該地的面積和人口皆未知。

## 地理
科克的座標為33°13′00″N 83°51′48″W / 33.21667°N 83.86333°W，而該地的平均海拔高度為168米（即551英尺）。